# Kypello Ellados 1969-1970
La Coppa di Grecia 1969-1970 è stata la 28ª edizione del torneo. La competizione è terminata il 28 giugno 1970. L'Aris Salonicco ha vinto il trofeo per la prima volta, battendo in finale il PAOK.

## Primo turno
| Squadra 1           | Risultato | Squadra 2               |
| ------------------- | --------- | ----------------------- |
| Olimpo Kerkyra      | 0 – 2     | Patrasso                |
| Apollōn Smyrnīs     | 4 – 2     | Panchiakos              |
| Egaleo              | 3 – 2     | Irodotos                |
| Kallithea           | 3 – 0     | Atlas Mytilenes         |
| Kilkisiakos         | 3 – 0     | Orcomeno                |
| Panaigialeios       | 2 – 1     | Kerkyra                 |
| Anagennīsī Karditsa | 0 – 1     | Trikala                 |
| Apollon Litochoro   | 2 – 1     | Aris Ptolemaida         |
| Panserraïkos        | 5 – 1     | Vyron Kavala            |
| Apollōn Kalamarias  | 3 – 0     | Orestis Orestiada       |
| Anagennisi Arta     | 2 – 1     | Kalamata                |
| Pannafpliakos       | 3 – 2     | Panargeiakos            |
| Panthrakikos        | 2 – 1     | Pandramaïkos            |
| Kavala              | 1 – 0     | Akrites Sykeon          |
| Lamia               | ?–?       | Aris Agios Konstantinos |
| Vyzas               | ?–?       | Chalkidona              |
| Atromītos           | ?–?       | ?                       |

Passa automaticamente il turno:
| Squadra            |
| ------------------ |
| Panathīnaïkos      |
| Olympiacos         |
| Paniōnios          |
| Ethnikos Pireo     |
| Panachaïkī         |
| OFI Creta          |
| Makedonikos        |
| PAOK               |
| Panelefsiniakos    |
| Īraklīs            |
| Pierikos           |
| AEK Atene          |
| Arīs Salonicco     |
| Olympiakos Volos   |
| Panaitōlikos       |
| Olympiakos Nicosia |

## Sedicesimi di finale
| Squadra 1          | Risultato         | Squadra 2         |
| ------------------ | ----------------- | ----------------- |
| Panelefsiniakos    | 1 – 0             | Panachaïkī        |
| Panthrakikos       | 0 – 1             | Olympiakos Volos  |
| Egaleo             | 3 – 2             | Lamia             |
| AEK Atene          | 1 – 1 (3 – 5 dtr) | Panathīnaïkos     |
| Atromītos          | 2 – 0             | Pannafpliakos     |
| Patrasso           | 0 – 1             | Arīs Salonicco    |
| Pierikos           | 2 – 1 (dts)       | Panserraïkos      |
| Kallithea          | 0 – 0 (4 – 1 dtr) | Kilkisiakos       |
| Kavala             | 1 – 0             | Ethnikos Pireo    |
| PAOK               | 5 – 1             | Makedonikos       |
| Trikala            | 7 – 0             | Apollon Litochoro |
| OFI Creta          | 2 – 1 (dts)       | Panaigialeios     |
| Paniōnios          | 1 – 0             | Īraklīs           |
| Olympiacos         | 1 – 0             | Apollōn Smyrnīs   |
| Apollōn Kalamarias | 1 – 0             | Anagennisi Arta   |
| Panaitōlikos       | 0 – 3             | Vyzas             |

Passa automaticamente il turno:
| Squadra            |
| ------------------ |
| Olympiakos Nicosia |

## Turno addizionale
| Squadra 1          | Risultato | Squadra 2 |
| ------------------ | --------- | --------- |
| Olympiakos Nicosia | 0 – 2     | Atromītos |

## Ottavi di finale
| Squadra 1          | Risultato         | Squadra 2     |
| ------------------ | ----------------- | ------------- |
| Arīs Salonicco     | 2 – 1             | Panathīnaïkos |
| PAOK               | 4 – 0             | Pierikos      |
| Vyzas              | 2 – 3             | Trikala       |
| Apollōn Kalamarias | 0 – 2             | Olympiacos    |
| Panelefsiniakos    | 0 – 0 (7 – 8 dtr) | Egaleo        |
| Kallithea          | 1 – 0             | Atromītos     |
| Olympiakos Volos   | 0 – 1             | Paniōnios     |
| Kavala             | 0 – 1             | OFI Creta     |

## Quarti di finale
| Squadra 1  | Risultato | Squadra 2      |
| ---------- | --------- | -------------- |
| Olympiacos | 3 – 1     | OFI Creta      |
| Kallithea  | 1 – 3     | Arīs Salonicco |
| PAOK       | 1 – 0     | Paniōnios      |
| Trikala    | 0 – 1     | Egaleo         |

## Semifinali
| Squadra 1  | Risultato | Squadra 2      |
| ---------- | --------- | -------------- |
| Olympiacos | 0 – 1     | Arīs Salonicco |
| PAOK       | 1 – 0     | Egaleo         |

## Finale
| Arbitro: | Christos Michas (Atene) |

|              |           |  |
| Keramidas 8’ | Marcatori |  |